# Kongo-Brazzavilles ambassad i Stockholm
Kongo-Brazzavilles ambassad i Stockholm är Kongo-Brazzavilles diplomatiska representation i Sverige. Ambassadör sedan 1995 är André Hombessa. Ambassaden är belägen på Dalagatan 32.

## Beskickningschefer
| Namn           | Period    | Funktion   | Anmärkning                                 |
| -------------- | --------- | ---------- | ------------------------------------------ |
| André Hombessa | 1995-idag | Ambassadör | Placerad i Stockholm sedan 21 augusti 2006 |